# روان‌شناسی کاربردی
روان‌شناسی کاربردی (به انگلیسی: Applied psychology) که بر روی استفاده از اصول مختلف روان‌شناختی برای حل مسائل دنیای واقعی تمرکز دارد. مانند روان‌شناسی قانونی، روان‌شناسی محیط کار و روان‌شناسی صنعتی- سازمانی، نمونه‌هایی از مباحث روان‌شناسی کاربردی هستند. پژوهشگران این حوزه، به انجام پژوهش‌های کاربردی با هدف حل مشکلات روزمره می‌پردازند. بسیاری دیگر از روان‌شناسان نیز به عنوان درمانگر به مردم در غلبه بر اختلالات ذهنی، رفتاری و عاطفی‌شان کمک می‌کنند.
منظور از روانشناسی کاربردی استفاده از روش‌های روانی و یافته‌های روانشناسی علمی برای حل مشکلات عملی از رفتار و تجربه انسان و حیوان است. بهداشت روان، روانشناسی سازمانی، مدیریت بازرگانی، آموزش، بهداشت، طراحی محصول، ارگونومی و قانون تنها برخی از زمینه‌هایی است که تحت تأثیر استفاده از اصول و یافته‌های روانشناسی قرار گرفته‌است. برخی از زمینه‌های روانشناسی کاربردی شامل روانشناسی بالینی، روانشناسی مشاوره، روانشناسی تکاملی، روانشناسی صنعتی و سازمانی، روانشناسی حقوقی، روانشناسی عصب شناختی، روانشناسی شغلی، عوامل انسانی، روانشناسی قانونی، روانشناسی مهندسی، روانشناسی آموزشگاهی، روانشناسی ورزشی، روانشناسی اجتماع نگر و روانشناسی پزشکی.